# Slag om Carentan
De Slag om Carentan was een strijd om de Normandische plaats Carentan, gedurende de Tweede Wereldoorlog na D-Day. Veroveren van Carentan was belangrijk, omdat het de troepen van Omaha Beach en Utah Beach, gescheiden hield. Na vier dagen strijd behaalden de geallieerden de overwinning.

## Achtergrondinformatie
Op 6 juni 1944 lanceerden de geallieerden een grootschalige lucht-, zee- en amfibische aanval. Uiteindelijk zouden in één dag tijd meer dan 150.000 manschappen aan land komen. De amfibische aanval begon omstreeks 6 uur in de morgen, terwijl om 00:15 uur de 101e Luchtlandingsdivisie en 82e Luchtlandingsdivisie al achter Utah Beach waren geland. De parachutisten hadden de opdracht meegekregen om de Duitse versterkingen tegen te houden, voordat ze Utah Beach of Omaha Beach zouden bereiken. Generaal Omar Bradley, de bevelhebber van de Amerikaanse grondtroepen, was van mening dat Carentan per se moest worden veroverd, aangezien het de verbinding vormde tussen Utah Beach en Omaha Beach.
De inname zou echter geen gemakkelijke opgave worden, omdat Carentan werd verdedigd door een van Duitslands beste regimenten, namelijk de 6. Fallschirmjägerregiment, onder leiding van kolonel Friedrich August von der Heydte. Hij had de opdracht gekregen Carentan tot de laatste man te verdedigen.
De aanloop naar de Slag om Carentan verliep erg moeizaam. Een van de aanvallen van de geallieerden kon alleen worden uitgevoerd door op te rukken door grote velden zonder beschutting. De Duitsers trokken hier profijt uit en wisten vele geallieerden tegen te houden. Deze veldslag wordt door enkelen ook wel de ‘Slag van de bloedige geul’ genoemd, verwijzend naar de gevallen slachtoffers en het hevige gevecht dat heeft plaatsgevonden.

## Het gevecht

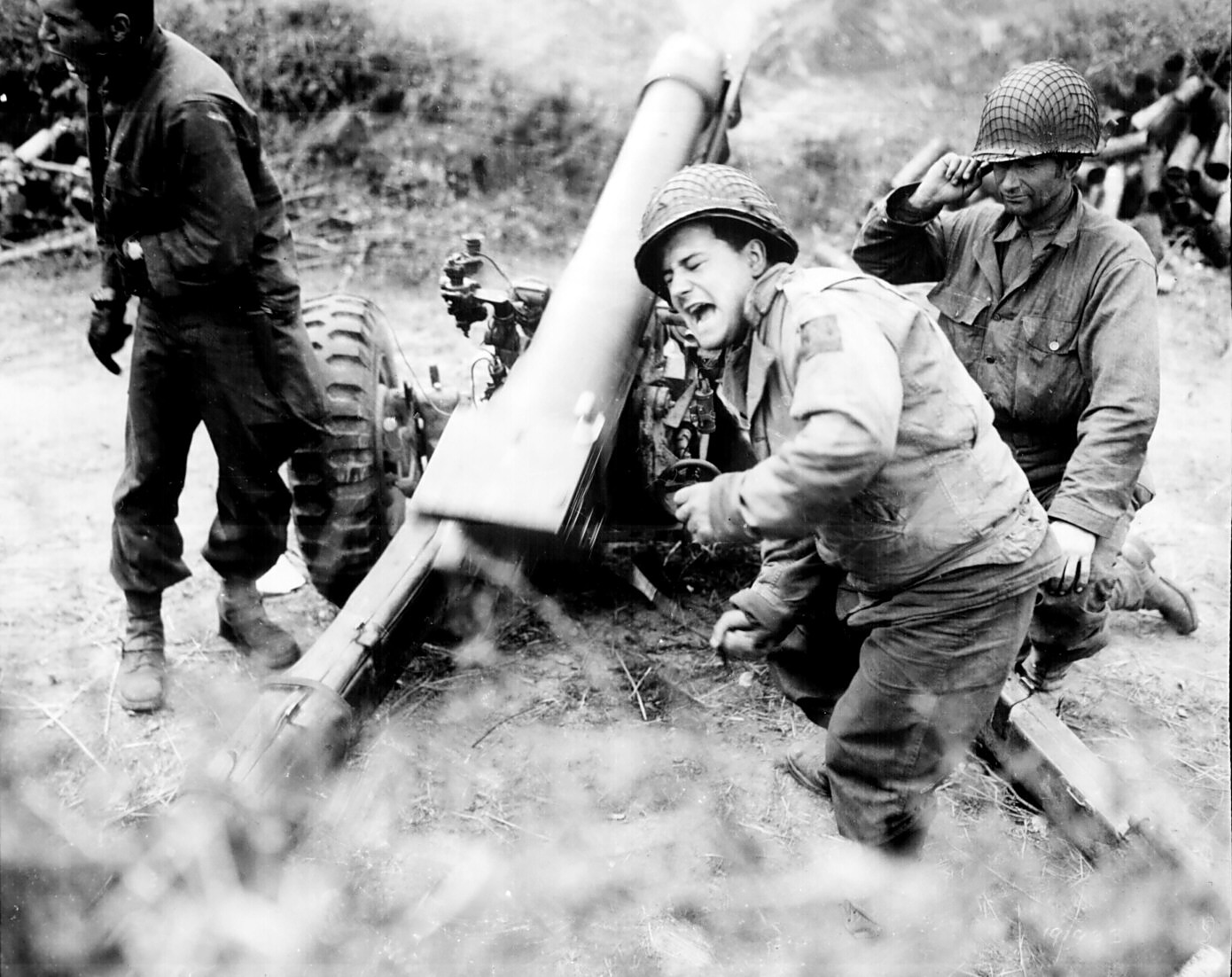
De bemanning van een Amerikaanse houwitser in actie

Vlak voordat de Amerikanen bij Carentan zouden aankomen, kregen ze te horen dat de vijand de plaats slechts met één bataljon verdedigde. Generaal Maxwell D. Taylor wilde met een tangbeweging om Carentan heentrekken en vanuit die posities de aanval openen. Hij liet zijn troepen op twee plaatsen de Douve oversteken. Aan de oostelijke zijde zou de 327th Glider Infantry Regiment nabij Brevands de Douve oversteken. Een deel van de 327th Glider Infantry Regiment zou daarna naar het zuidoosten trekken en contact moeten maken met de 175th Infantry Regiment van de 29e Divisie. De rest van het regiment zou in het zuidoosten een deel van Carentan omsingelen.

De 502nd Parachute Infantry Regiment zou de Douve oversteken bij vier bruggen. Deze lagen tussen het zuidwesten van Carentan en 'Hill 30'. Op 'Hill 30' zouden de troepen contact moeten maken met troepen van het 327th Glider Infantry Regiment. De rest van het regiment, inclusief een deel van het 506th Parachute Infantry Regiment zou ondertussen de bruggen oversteken nabij Carentan en daar de stad gedeeltelijk omsingelen. Vanuit deze stellingen zou Carentan worden aangevallen.
Robert Cole, die de leiding had over de troepen ten zuidwesten van Carentan, kreeg de opdracht om op 10 juni om 00:00 uur de aanval te openen. Er was echter een probleem ontstaan tijdens het oprukken. Brug nr.2 was namelijk vernietigd en de genietroepen waren terechtgekomen in vijandelijk vuur. Luitenant Gueldaff kreeg de opdracht om samen met een patrouille te kijken hoe de situatie bij alle bruggen was. In de buurt van brug nr.4 kwamen ze onder zwaar vijandelijk vuur te liggen. Gueldaff stuurde twee mannen terug om door te geven dat ze onder hevig vuur lagen. De twee mannen gaven echter aan Cole door dat ze niet moesten oprukken, aangezien de tegenstand te hevig was. Tegelijkertijd kreeg Cole te horen van het derde bataljon dat ze de aanval moesten uitstellen.

### De beslissing

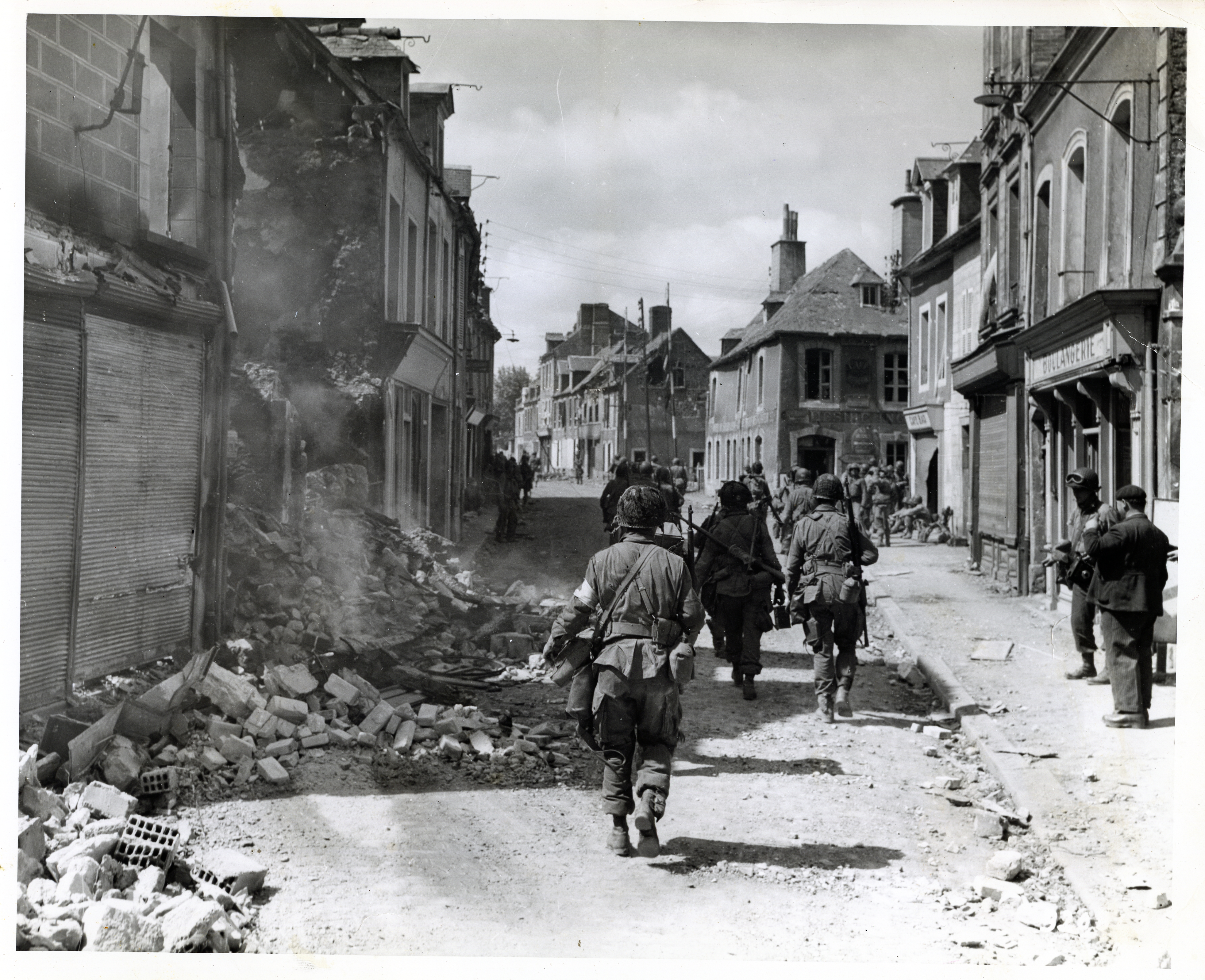
Amerikaanse troepen in Carentan

Later op de dag wisten de Amerikanen met verscheidene aanvallen de Duitsers in het nauw te drijven. Pas twee dagen later, op 12 juni, lukte het de Amerikanen om na hevig artillerievuur en een aanval op de linkerflank van Carentan het Duitse verzet te breken. Amerikaanse troepen bouwden snel een klein bruggenhoofd uit en opereerden vanuit dat punt. Er werden verscheidene aanvallen uitgevoerd op Duitse vestingen in de stad. Uiteindelijk zouden de Amerikanen overal in de stad de Duitsers weten te verdrijven. Enkele Duitse troepen in het zuiden ontsnapten tijdens de nachten en sloten zich later weer aan bij de Duitse troepen aan het front.
Het zou nog drie dagen, tot 15 juni, duren voordat de gehele stad was gezuiverd van Duitse troepen. De verliezen voor de Duitsers waren hoog, maar het exacte aantal is onbekend. De Amerikanen hebben ook gevoelige verliezen geleden, hoewel deze toch enigszins beperkt waren.

## Media
Carentan is een populaire plaats in media. Een aflevering van de televisieserie Band of Brothers (2001) is gewijd aan de inname van Carentan. Hierin wordt meegeleefd met de Easy Company die tracht Carentan te veroveren.
Ook in de computergames Call of Duty, Company of Heroes en Brothers in Arms komt Carentan in één of meerdere levels aan bod. In alle games is de weergave van de plaats gebaseerd op hoe Carentan er tijdens de Tweede Wereldoorlog uitzag.